# 中村市歌
「中村市歌」（なかむらしか）は、かつて高知県中村市（現在の四万十市）が制定していた市歌である。作詞・芦田茂、作曲・平井康三郎。

## 解説
1968年（昭和43年）、当時の中村市は1468年（応仁2年）に応仁の乱で荒廃した京都から下向した一条教房が土佐国幡多郡の中村城へ入城し土佐一条氏の開祖となってから500年の節目に当たることと国鉄（20年後に土佐くろしお鉄道へ分離）中村線の開通を記念して市歌と民謡の歌詞を懸賞募集した。応募総数は市歌が144篇、民謡が118篇で、市歌は大阪府高槻市から、民謡は高知市からの応募作「なかむらおどり」がそれぞれ入選採用となった。
市歌の歌詞と楽譜は1984年（昭和59年）刊の『中村市史 続編』巻頭に収められている。また、制定時にはビクターレコード（のちJVCケンウッド・ビクターエンタテインメント）がA面に丹羽勝海が歌唱する市歌、B面に三沢あけみが歌唱する「なかむらおどり」をそれぞれ収録したシングル盤（規格品番：PRB-4075）を製造しており、市のサイトでも合併により閉鎖するまで音源が掲載されていた。なお市史掲載の楽譜やレコードでは「中村市歌」を表題としているが、例規集に登載された制定告示では「中村市市歌」と「市」が1つ多くなっていた。

### 廃止
中村市は平成の大合併において隣接する幡多郡西土佐村との新設合併により2005年（平成17年）4月10日を以て四万十市となったため、旧中村市が制定した「中村市歌」は自動的に失効・廃止の扱いとなった。なお西土佐村では村民音頭「西土佐音頭」を1965年（昭和40年）9月10日付で制定していたが、同時に廃止されている。
四万十市の市歌に関しては合併協議会の調整で「新市において定める」ものとされているが、2024年（令和6年）2月時点では市歌制定に関する具体的な動きは見られない。